# Brian Leetch
Brian Joseph Leetch (Corpus Christi, Texas, 1968. március 3. –) amerikai profi jégkorongozó, védő. A National Hockey League-ben 18 szezont játszott a New York Rangers, a Toronto Maple Leafs és a Boston Bruins színeiben. Ő az egyike annak az öt védőnek akik elérték a 100 pontos határt.

## Pályafutása
Komolyabb junior karrierjét 1984-ben a Avon Old Farmsban kezdte. Itt figyeltek fel a tehetségére. Az 1986-os NHL-drafton a kilencedik helyen választotta ki a Rangers. Először csak 17 mérkőzésen játszott amin 14 pontot szerzett. Majd következett az első igazi szezonja. 23 gólt ütött és 48 asszisztot adott. A 23 gól egy újonc védőtől rekordnak számít. A szezon végén elnyerte a Calder-emlékkupát. A következő szezonja gyengébbre sikerült és a csapat nem jutott be a rájátszásba. Az 1990–1991-es szezonja ismét jól sikerült és 80 mérkőzésen 88 pontot szerzett. A csapat bejutott a rájátszásba de az első körben ki is estek. A következő szezonja a legjobb alapszakasz szezonja volt. 102 pontot szerzett és a rájátszásban és jól meneteltek. 
1992–1993-ban csak 36 mérkőzésen játszott, de így is szerzett 36 pontot. 1993–1994-ben nagy részben neki köszönhette a Rangers hogy Stanley-kupa győztes lett. Az alapszakaszban 79 pontot szerzett majd a rájátszásban elnyerte a Conn Smythe-trófeát (23 mérkőzésen 11 gólt ütött és 23 gólpasszt adott). A következő szezon a csonka szezon volt de így is jól teljesített és csapat ismét a rájátszásba jutott de a második körben kiestek. 1995–1996-ban megint pont/mérkőzés átlag volt (85/82). A csapat ismét bejutott a rájátszásba de a második körben kiestek. 1996–1997-ben is nagyon jól játszott (78 pont) de a csapat nem jutott be a Kupa döntőbe. Ezután két közepes idény következett és a Rangers-szel többet nem jutott be a rájátszásba. A 2000–2001-es szezonban ismét 79 pontot szerzett. A 2003–2004-es szezonban a Maple Leafshoz került. A következő szezon a lockout volt. Utána visszatért még mint a Boston játékosa. 2007. május 24. hivatalosan is bejelentette a visszavonulását. 2009-ben beválasztották a Jégkorong Hírességek Csarnokába

## Díjai
- WJC-A All-Star Csapat: 1987
- Hockey East Első All-Star Csapat: 1987
- Hockey East Az Év Újonca: 1987
- Hockey East Az Év Játékosa: 1987
- NCAA Keleti Első All-American Csapat: 1987
- NHL All-Rookie Csapat: 1989
- Calder-emlékkupa: 1989
- NHL Második All-Star Csapat: 1991, 1994, 1996
- NHL Első All-Star Csapat 1992, 1997
- James Norris-emlékkupa: 1992, 1997
- Conn Smythe-trófea: 1994
- NHL All-Star Gála: 1990, 1991, 1992, 1994, 1996, 1997, 1998, 2001, 2002
- A Jégkorong Hírességek Csarnokának a tagja: 2009

## Karrier statisztika
| 1983–1984       | Cheshire High School | HS              | 28   | 52  | 49  | 101  | 24  | —  | —  | —  | —  | —  |
| 1984–1985       | Avon Old Farms       | HS              | 26   | 30  | 46  | 76   | 15  | —  | —  | —  | —  | —  |
| 1985–1986       | Avon Old Farms       | HS              | 28   | 40  | 44  | 84   | 18  | —  | —  | —  | —  | —  |
| 1986–1987       | Boston College       | NCAA            | 37   | 9   | 38  | 47   | 10  | —  | —  | —  | —  | —  |
| 1987–1988       | New York Rangers     | NHL             | 17   | 2   | 12  | 14   | 0   | —  | —  | —  | —  | —  |
| 1988–1989       | New York Rangers     | NHL             | 68   | 23  | 48  | 71   | 50  | 4  | 3  | 2  | 5  | 2  |
| 1989–1990       | New York Rangers     | NHL             | 72   | 11  | 45  | 56   | 26  | —  | —  | —  | —  | —  |
| 1990–1991       | New York Rangers     | NHL             | 80   | 16  | 72  | 88   | 42  | 6  | 1  | 3  | 4  | 0  |
| 1991–1992       | New York Rangers     | NHL             | 80   | 22  | 80  | 102  | 26  | 13 | 4  | 11 | 15 | 4  |
| 1992–1993       | New York Rangers     | NHL             | 36   | 6   | 30  | 36   | 26  | —  | —  | —  | —  | —  |
| 1993–1994       | New York Rangers     | NHL             | 84   | 23  | 56  | 79   | 67  | 23 | 11 | 23 | 34 | 6  |
| 1994–1995       | New York Rangers     | NHL             | 48   | 9   | 32  | 41   | 18  | 10 | 6  | 8  | 14 | 8  |
| 1995–1996       | New York Rangers     | NHL             | 82   | 15  | 70  | 85   | 30  | 11 | 1  | 6  | 7  | 4  |
| 1996–1997       | New York Rangers     | NHL             | 82   | 20  | 58  | 78   | 40  | 15 | 2  | 8  | 10 | 6  |
| 1997–1998       | New York Rangers     | NHL             | 76   | 17  | 33  | 50   | 32  | —  | —  | —  | —  | —  |
| 1998–1999       | New York Rangers     | NHL             | 82   | 13  | 42  | 55   | 42  | —  | —  | —  | —  | —  |
| 1999–2000       | New York Rangers     | NHL             | 50   | 7   | 19  | 26   | 20  | —  | —  | —  | —  | —  |
| 2000–2001       | New York Rangers     | NHL             | 82   | 21  | 58  | 79   | 34  | —  | —  | —  | —  | —  |
| 2001–2002       | New York Rangers     | NHL             | 82   | 10  | 45  | 55   | 28  | —  | —  | —  | —  | —  |
| 2002–2003       | New York Rangers     | NHL             | 51   | 12  | 18  | 30   | 20  | —  | —  | —  | —  | —  |
| 2003–2004       | New York Rangers     | NHL             | 57   | 13  | 23  | 36   | 24  | —  | —  | —  | —  | —  |
| 2003–2004       | Toronto Maple Leafs  | NHL             | 15   | 2   | 13  | 15   | 10  | 13 | 0  | 8  | 8  | 6  |
| 2005–2006       | Boston Bruins        | NHL             | 61   | 5   | 27  | 32   | 36  | —  | —  | —  | —  | —  |
| NHL Összesített | NHL Összesített      | NHL Összesített | 1205 | 247 | 781 | 1028 | 571 | 95 | 28 | 69 | 97 | 36 |